# Hussein Hegazi
Hassan Mohammed Hegazi (arabe : حسن محمد حجازي), plus connu sous le nom de Hussein Hegazi (arabe : حسين حجازي) (né le 14 septembre 1891 au Caire et mort en 1958 ou le 20 octobre 1961) était un footballeur et un entraîneur égyptien des années 1910 et 1920.

## Biographie

### Carrière de joueur

#### Carrière en club
Né en Égypte, il alla étudier à Londres à l'été 1911 pour des études d'ingénieur à l'University College de Londres. En parallèle, il joua au football pour le club de Dulwich Hamlet, puis l'espace d'un match avec Fulham FC. En un match, il réussit à inscrire un but, faisant de lui le premier footballeur africain international en championnat d'Angleterre. De 1911 à 1914, il joua avec Dulwich Hamlet.
Puis en 1914, il revint dans son pays, jouant pour le plus ancien club égyptien, Sekka, l'espace d'un saison, puis de 1915 à 1931, il joua pour deux clubs (Zamalek et Al Ahly SC). Mais il ne remporta rien. De plus, il fut le premier capitaine d'Al Ahly.

#### Carrière en sélection
En tant qu'attaquant, Hussein Hegazi fut international égyptien. Il participa aux JO de 1920, inscrivant un but contre la Yougoslavie, aux JO de 1924, inscrivant un but contre la Hongrie. Sa meilleure performance fut le quart-de-finale en 1924.

### Carrière d'entraîneur
Il fut entre 1920 et 1924, le sélectionneur des Pharaons.

## Palmarès
- Surrey Senior Cup (en)
  - Finaliste en 1912